# Ctenoneura luma
Ctenoneura luma är en kackerlacksart som beskrevs av Roth, L. M. 1993. Ctenoneura luma ingår i släktet Ctenoneura och familjen Polyphagidae. Inga underarter finns listade i Catalogue of Life.